# أولاد الشبان الخريشفة (أولاد الخاوة)
أولاد الشبان الخريشفة هو دُوَّار يقع بجماعة أولاد عمران، إقليم سيدي بنور، جهة الدار البيضاء سطات في المملكة المغربية. ينتمي الدوّار لمشيخة أولاد الخاوة التي تضم 12 دوار. يقدر عدد سكانه بـ 659 نسمة حسب الإحصاء الرسمي للسكان والسكنى لسنة 2004.

## روابط خارجية
- البوابة الوطنية للجماعات الترابية
- المندوبية السامية للتخطيط